# Mesabolivar ceruleiventris
Mesabolivar ceruleiventris là một loài nhện trong họ Pholcidae. Loài này được phát hiện ở Brasil.